# Sida oligandra
Sida oligandra är en malvaväxtart som beskrevs av K. Schum. in Engl. och Prantl.. Sida oligandra ingår i släktet sammetsmalvor, och familjen malvaväxter. Inga underarter finns listade i Catalogue of Life.